# Svensk mesterskab i ishockey 1931
Det svenske mesterskab i ishockey 1931 var det tiende svenske mesterskab i ishockey for mandlige klubhold. Mesterskabet havde deltagelse af 11 klubber og blev afviklet som en cupturnering med afslutning den 6. marts 1931.
Mesterskabet blev vundet af Södertälje SK, som dermed vandt mesterskabet for anden gang. I SM-finalen på Stockholms stadion vandt holdet med 2-0 over Hammarby IF, som var i SM-finalen for første gang siden den første finale i 1922. De to finalemål blev scoret af Henry Johansson og Robert Pettersson. Södertälje SK havde i kvartfinalen besejret de forsvarende mestre fra IK Göta med 5-0.

## Resultater

### Indledende runde
| Dato | Kamp                            | Res. |
| ---- | ------------------------------- | ---- |
| ?    | Hammarby IF - Tranebergs IF     | 7–0  |
| ?    | Nacka SK - UoIF Matteuspojkarna | 1–1  |
| ?    | Lilljanshofs IF - IFK Stockholm | 3–1  |

#### Omkamp
| Dato | Kamp                            | Res. |
| ---- | ------------------------------- | ---- |
| ?    | Nacka SK - UoIF Matteuspojkarna | 3–0  |

### Kvartfinaler
| Dato        | Kamp                          | Res. |
| ----------- | ----------------------------- | ---- |
| 27. februar | Djurgårdens IF - Nacka SK     | 2–1  |
| 27. februar | AIK - Karlsbergs BK           | 3–0  |
| 27. februar | Hammarby IF - Lilljanshofs IF | 4–0  |
| 27. februar | Södertälje SK - IK Göta       | 5–0  |

### Semifinaler
| Dato     | Kamp                         | Res. |
| -------- | ---------------------------- | ---- |
| 3. marts | Djurgårdens IF - Hammarby IF | 1–2  |
| 3. marts | AIK - Södertälje SK          | 0–1  |

### Finale
| Dato     | Kamp                        | Res. | Perioder      |
| -------- | --------------------------- | ---- | ------------- |
| 6. marts | Hammarby IF - Södertälje SK | 0–2  | 0-0, 0-1, 0-1 |

## Mesterholdet
Södertälje SK's mesterhold bestod af følgende spillere:
- Carl Abrahamsson (2. SM-titel)
- Henry Johansson (2. SM-titel)
- Johnny Johansson (2. SM-titel)
- Gösta Karlsson (1. SM-titel)
- Olle Larsson (1. SM-titel)
- Herbert Löfgren (1. SM-titel)
- Olle Malmberg (1. SM-titel)
- Robert Pettersson (1. SM-titel)
- Birger Thorberg (1. SM-titel)